# Angelo Romani
Angelo Romani (* 12. April 1934 in Pesaro; † 8. Januar 2003 in Mailand) war ein italienischer Schwimmer. Er gewann bei Schwimmeuropameisterschaften zwei Silbermedaillen und bei Mittelmeerspielen drei Silbermedaillen und eine Bronzemedaille.

## Karriere
Angelo Romani begann bei Vis Sauto Nuoto in Pesaro. Ab 1954 schwamm er zwei Jahre für die Yale University.
1951 fanden in Alexandria die ersten Mittelmeerspiele statt. Romani wurde Fünfter über 400 Meter Freistil und Dritter über 100 Meter Rücken. Bei den Olympischen Spielen 1952 in Helsinki belegte Romani in den Vorläufen über 400 Meter Freistil den 33. Platz. Die italienische 4-mal-200-Meter-Freistilstaffel mit Carlo Pedersoli, Egidio Massaria, Angelo Romani und Gianni Paliaga belegte unter 17 Staffeln den 14. Rang.
Zwei Jahre später fanden in Turin die Schwimmeuropameisterschaften 1954 statt. Über 400 Meter Freistil siegte der Ungar György Csordás mit 1,6 Sekunden Vorsprung vor Angelo Romani. 1955 bei den Mittelmeerspielen in Barcelona gewann über 400 Meter Freistil der Franzose Jean Boiteux, 0,2 Sekunden hinter Boiteux schlug Romani als Zweiter an. Romani gewann in Barcelona zwei weitere Silbermedaillen mit der 4-mal-200-Meter-Freistilstaffel und mit der 4-mal-100-Meter-Lagenstaffel, Staffelsieger wurden jeweils die Franzosen. 1956 konnte Romani nicht durchgehend trainieren, weil ihn eine rheumatische Erkrankung zurückwarf. Im Dezember 1956 bei den Olympischen Spielen in Melbourne war er wieder dabei. Über 400 Meter Freistil erreichte er das Finale mit 0,3 Sekunden Vorsprung auf den Neunten der Vorläufe, Jean Boiteux. Romani belegte den achten Rang und war damit zweitbester Europäer hinter dem Deutschen Hans Zierold. Die italienische 4-mal-200-Meter-Freistilstaffel mit Fritz Dennerlein, Paolo Galletti, Guido Elmi und Angelo Romani schwamm ebenfalls ins Finale und wurde Siebte.
1958 bei den Europameisterschaften in Budapest siegte die 4-mal-200-Meter-Freistilstaffel aus der Sowjetunion vor den Italienern und den Ungarn. Die italienische Staffel bildeten Fritz Dennerlein, Paolo Galletti, Angelo Romani und Paolo Pucci. Zum Abschluss seiner Karriere nahm Angelo Romani an den Olympischen Spielen 1960 in Rom teil. Die 4-mal-200-Meter-Freistilstaffel mit Fritz Dennerlein, Bruno Bianchi, Angelo Romani und Paolo Galletti schied mit der elftbesten Zeit der Vorläufe aus.
Insgesamt erschwamm Angelo Romani 13 italienische Meistertitel und stellte 21 Landesrekorde auf. Nach seiner aktiven Karriere gründete er unter anderem den Schwimmverein Dimensione dello Sport.